# Jost Capito
Jost Capito (Neunkirchen, 29 settembre 1958) è un dirigente sportivo tedesco che è stato impiegato in ruoli dirigenziali nei reparti sportivi di varie case automobilistiche.

## Biografia
Il primo lavoro nel mondo dell'automobile risale al 1985 con la BMW dove lavora nel settore dello sviluppo di motori ad alte prestazioni e sulla BMW M3 da turismo Lo stesso è stato anche parte dell'equipaggio che ha vinto la classe camion della Parigi-Dakar.. Nel 1989 è entrato a far parte del gruppo Volkswagen inserito nella divisione corse della Porsche.
Nel 1996 Capito si trasferì alla Sauber come membro del comitato esecutivo. Successivamente si è trasferito alla Ford dove è rimasto per un decennio e dove è stato responsabile per lo sviluppo delle Ford Focus RS Mk1, la Mk2 stradale e della relativa versione da rally che ha conquistato la vittoria nei costruttori del Campionato del mondo rally nel 2006 e nel 2007.

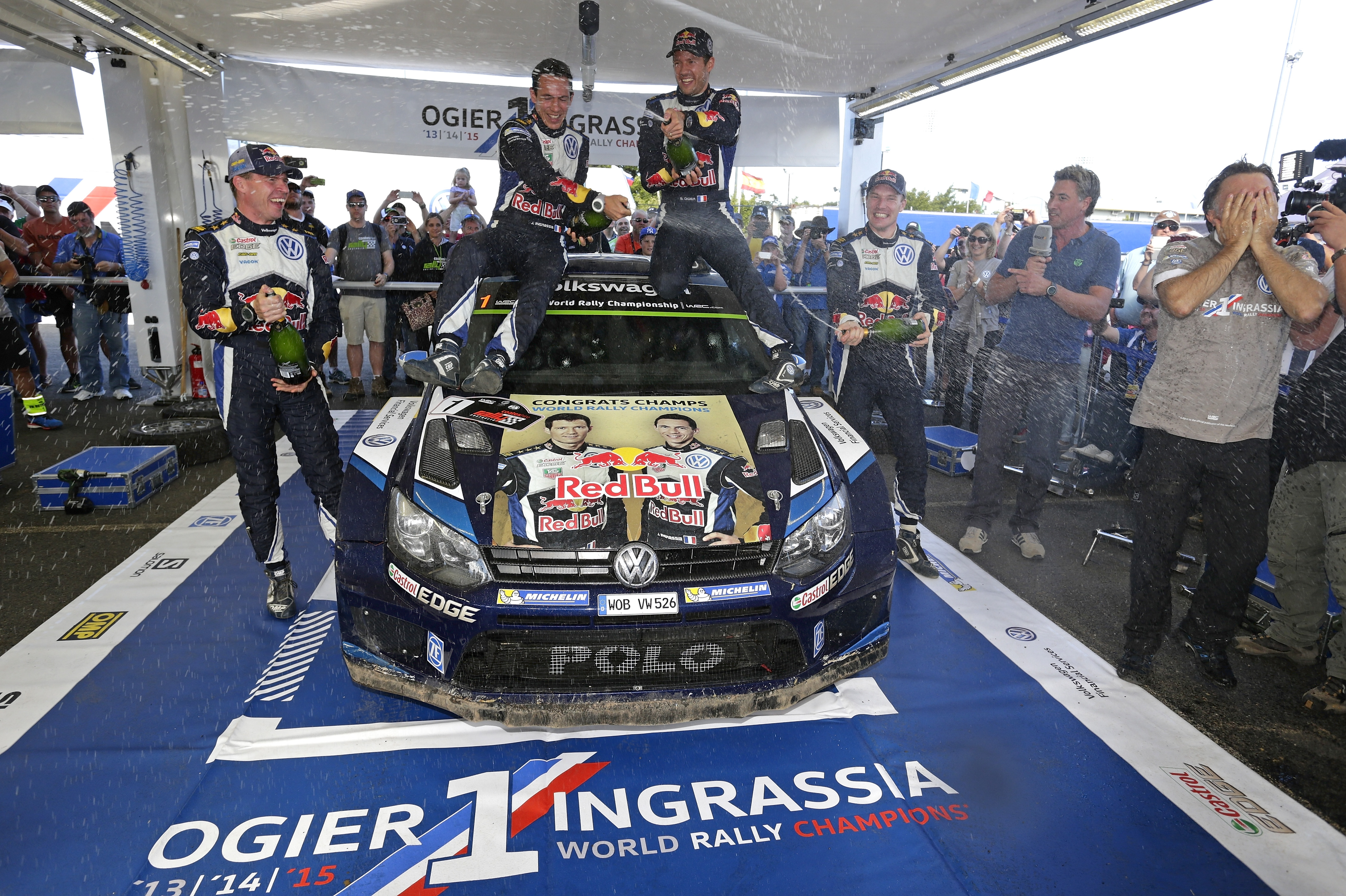
Sulla destra Capito con le mani sul volto che festeggia il mondiale Rally di Sébastien Ogier

Nel maggio 2012 è tornato al gruppo VW come capo della Volkswagen Motorsport; sotto la sua direzione, la Volkswagen ha dominato nel WRC, vincendo entrambi i campionati di piloti e costruttori; nel gennaio del 2016 è stato annunciato che Capito avrebbe lasciato la squadra e si sarebbe unito alla McLaren appena fosse stato nominato il suo successore, cosa avvenuta durante l'estate successiva.
Ufficialmente ha iniziato il suo nuovo ruolo all'interno di McLaren il 1 settembre 2016 e il suo primo weekend di gara è stato il Gran Premio d'Italia; il suo incarico è stato però breve poiché il 19 dicembre 2016 McLaren ha annunciato il termine della collaborazione.
Nel giugno 2017 fa ritorno nuovamente alla Volkswagen, senza però avere ruoli nelle competizioni agonistiche visto il ritiro della casa tedesca, diventando direttore generale della sezione Volkswagen R GmbH, che si occupa delle versioni più sportive delle auto tedesche.
Il 17 dicembre 2020 Capito torna in Formula 1, dove viene nominato CEO della Williams. Nel giugno del 2021 occupa anche il ruolo di Team Principal al posto di Simon Roberts. Dopo due stagioni, il 12 dicembre 2022 annuncia le sue dimissioni dal team. Nel 2023 è impegnato come advisor per la serie Nitrocross.